# Anthidium basale
Anthidium basale är en biart som beskrevs av Pasteels 1984. Anthidium basale ingår i släktet ullbin, och familjen buksamlarbin. Inga underarter finns listade i Catalogue of Life.